# Marcos González
Marcos González, né le 9 juin 1980 à Rio de Janeiro (Brésil), est un footballeur chilien qui évolue au poste de défenseur à Flamengo.

## Palmarès
- Vainqueur de la Copa Sudamericana en 2011 avec l'Universidad de Chile
- Champion du Chili en 1999 et 2000 avec l'Universidad de Chile, en 2010 avec l'Universidad Católica
- Vainqueur du Tournoi d'ouverture du championnat du Chili en 2011 avec l'Universidad de Chile
- Vainqueur du Tournoi de clôture du championnat du Chili en 2011 avec l'Universidad de Chile
- Vainqueur de la Coupe du Brésil en 2013 avec Flamengo